# Agustinas Misioneras
La Congregación de Agustinas Misioneras es una congregación religiosa católica femenina de derecho pontificio, perteneciente a la familia de la Orden de San Agustín, que reconoce a Agustín de Hipona como padre y maestro y se acoge a su Regla y espiritualidad. La espiritualidad de San Agustín constituye el primer factor del Carisma Congregacional, común a toda la familia agustiniana. El instituto fue fundado por Querubina Samarra, Mónica Mujal y Clara Cantó, el 6 de mayo de 1890, en Madrid. A las religiosas de esta congregación se les conoce como agustinas misioneras y posponen a sus nombres las siglas A.M.

## Historia

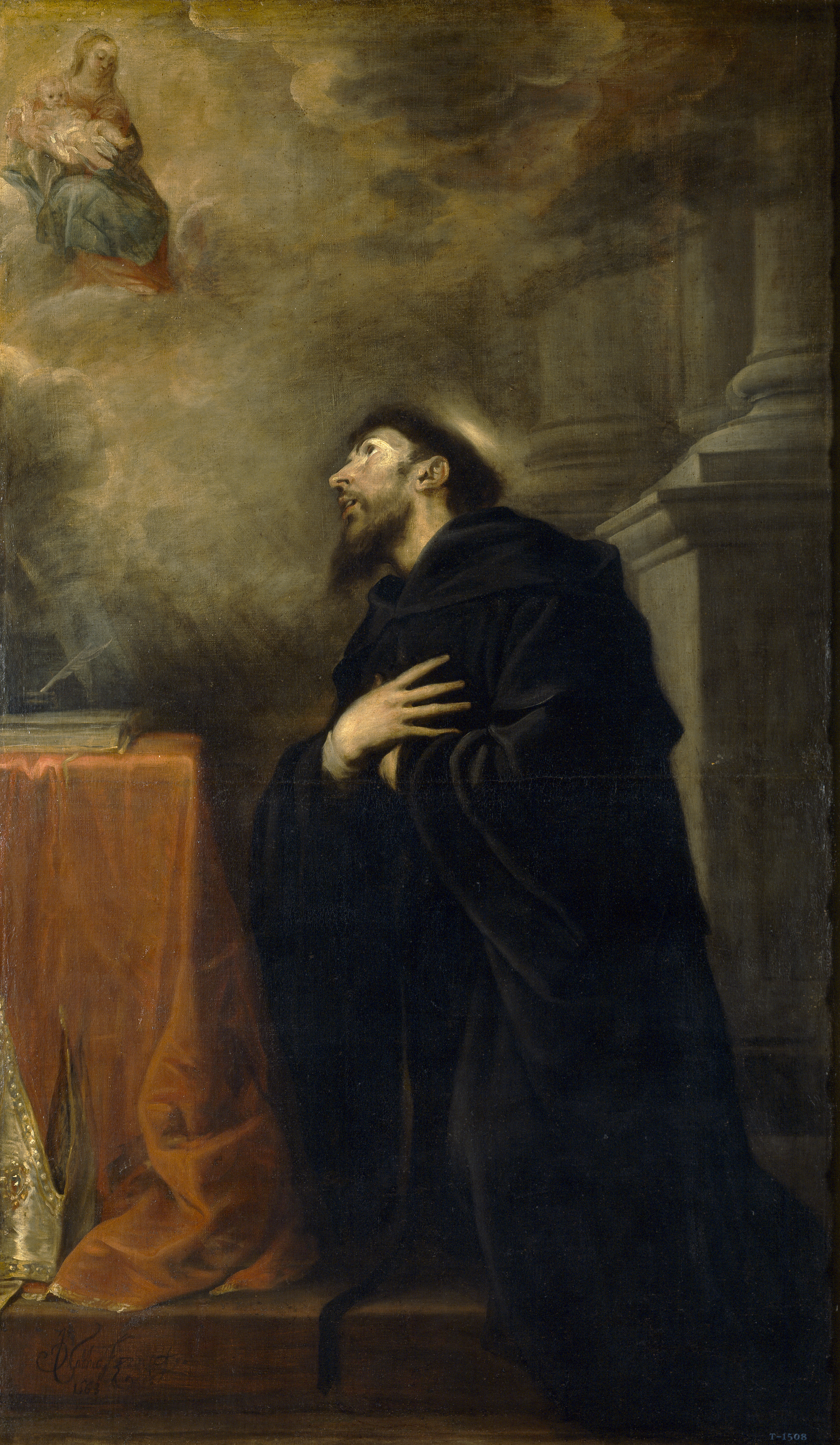
La visión de san Agustín de 1663 de Mateo Cerezo. Agustín de Hipona es considerado padre y maestro por la agustina misionera.

### Orígenes
Las agustinas terciarias que partieron del beaterio de Barcelona para Filipinas, tenían como misión la atención de las niñas huérfanas, especialmente las abandonadas, para las cuales la terciara agustina tenía que ser madre y maestra; con capacidad para suplir, hasta donde fuera ello posible, la experiencia de amor y cariño, y con capacidad para transmitir los conocimientos que orientan la mente hasta la independencia y libertad. La tarea era lo más distante de asumir de la dirección de un estricto internado o de una caritativa casa de acogida asistencial. Desde que llegaron, las religiosas tuvieron que asumir la tarea de la enseñanza.
Por ello se cambiaban las primeras programaciones, se buscó que la capacitación de las misioneras se adaptara a la finalidad de la obra, y deciden los religiosos agustinos que, en lo sucesivo, las candidatas a la misión hayan sido desde el principio orientadas para ese trabajo y formadas a la altura de las necesidades que reclamaba la misión confiada. Por esta razón prefirieron que se fundara un noviciado donde las misioneras obtuviesen el título de maestras. Así la propuesta que se hace al Beaterio de Barcelona está bien definida. La única maestra titulada en dicha comunidad era Clara Cantó, junto a ella enviaron a Filipinas a Mónica Mujal y Querubina Samarra, quienes tenían conocimiento de las letras y una cultura educativa bien formada.

### Fundación
El padre Font procuró previamente el permiso del obispado de Madrid para el establecimiento de las beatas de Barcelona en la corte. Con un oficio fechado en 8 de marzo de 1890 pedía el obispo de Madrid autorización para dicho establecimiento. La respuesta afirmativa la recibió con la comunicación (10 de marzo de 1890) de un decreto firmado por el arzobispo mismo y su secretario Donato Jiménez. La concesión iba condicionada a la presentación de las letras comendaticias del obispo de Barcelona y se recordaba que no se podía conceder el establecimiento de otro noviciado, si la Congregación misma y sus Constituciones no habían sido ya aprobadas por la Santa Sede.
Era preciso proceder a la formación canónica de la comunidad recién establecida en la calle del General Pardiñas. El P.Font, con fecha 6 de mayo de 1890, mandaba a la curia de Madrid una certificación en la que hacía constar que Clara Cantó reunía todas las condiciones para poder ser nombrada superiora de la nueva fundación. En el margen de dicho informe y con la misma fecha se decretó expedir dicho nombramiento, que según la relación que nos sirve de guía, tuvo lugar el 7 del mismo mes.

### Fusiones
El 26 de noviembre de 1944, quedaban extinguidas las dos Congregaciones de Misiones Agustinas de Ultramar y Agustinas Terciarias de la Enseñanza, y de los elementos personales y materiales de ambas nació una nueva Congregación que recibió el nombre de Agustina Misioneras de Ultramar, que como dice el decreto de unión, era el título original que la Congregación había empezado a usar en 1890 cuando fue aprobada por el obispo de Madrid la casa noviciado fundada por iniciativa de la provincia de Filipinas. En ese entonces, la Congregación de Agustinas Misioneras de Ultramar contaba con 24 casas, de las cuales 13 en España, 7 en Brasil, 2 en China y 2 en Argel. El número de religiosas era de 222, de las cuales había: 150 en España, 50 en Brasil, 12 en China y 10 en Argel. El 28 de agosto de 1962 la Santa Sede reconoció el instituto como congregación religiosa de derecho pontificio.

## Organización

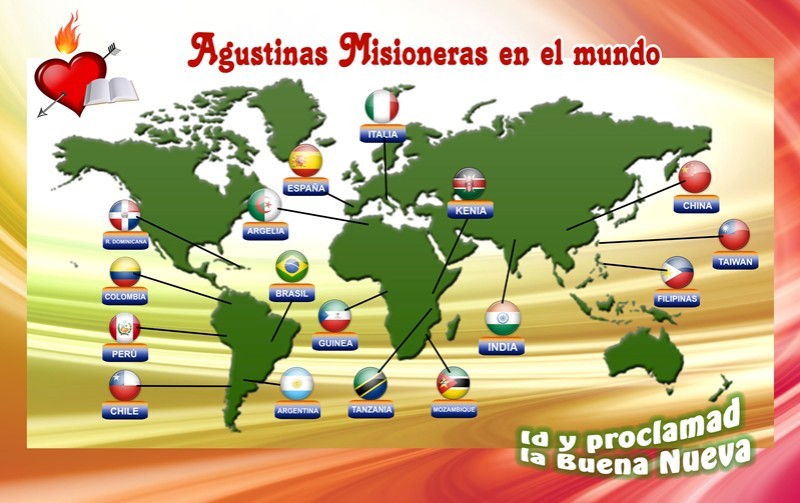
Presencia de las agustinas misioneras en el mundo.

La Congregación de Agustinas Misioneras es un instituto religioso centraliza, cuyo gobierno lo ejerce la superiora general y su sede central se encuentra en Roma. Las agustinas misioneras se dedican especialmente a la educación de la juventud y a la promoción del Evangelio, en los diversos centros educativos de su pertenencia y en las misiones asignadas en diversas partes del mundo.
En 2015, la congregación contaba con unas 432 religiosas y 73 casas, presentes en Italia (Roma), España (Madrid, Logroño, Barcelona, Avilés, Sevilla, Valladolid, León), Argentina (Buenos Aires, Santa María, Cafayate, Molinos), Brasil (Sao Paulo, Sao Miguel Paulista, Goiânia, Jundiaî, Catalao, Jataî, Belo Horizonte, Río de Janeiro, Divisópolis, Belém, Breves, Soure, Portel), Chile (Santiago de Chile), Colombia (Bogotá, Barranquilla, Chocó), Perú (Nauta, Iquitos, Lima), República Dominicana (Santo Domingo, Sabaneta), Argelia, Guinea Ecuatorial, Kenia, Mozambique, Tanzania, India (Bangalore, Onnalvadi, Chikkodi, Narasannapeta, Dharmapuri, Meghalaya, Tamil Nadu), Filipinas (Dagupan) y Taiwán.
La congregación cuenta con dos beatas: Caridad Álvarez Martín (1933-1994) y Esther Paniagua Alonso (1949-1994), beatificadas el 8 de diciembre de 2018 entre los mártires de Argelia.